# Lactarius intermedius
Lactarius intermedius é um fungo que pertence ao gênero de cogumelos Lactarius na ordem Russulales. Encontrado na Europa, foi descrito cientificamente por Krombholz em 1843 com o nome de Agaricus intermedius, sendo depois transferido para o gênero Lactarius em 1881 por Berkeley e Broome. 